# Thaia barbata
Thaia barbata är en insektsart som beskrevs av Irena Dworakowska 1979. Thaia barbata ingår i släktet Thaia och familjen dvärgstritar.
Artens utbredningsområde är Vietnam. Inga underarter finns listade i Catalogue of Life.